# David Fall
David Fall (n. 4 decembrie 1902, Fairland⁠(d), Oklahoma, SUA – d. 9 noiembrie 1964, San Bernardino, California, SUA) a fost un săritor în apă ce a reprezentat Statele Unite ale Americii, medaliat olimpic. A participat la o ediție a Jocurilor Olimpice (1924) în care a câștigat o medalie de argint.

## Participări
Lista de mai jos prezintă principalele competiții la care a participat David Fall de-a lungul carierei.
- diving at the 1924 Summer Olympics – men's 10 metre platform[*]